# Communauté de communes des Loges
Die Communauté de communes des Loges ist ein französischer Gemeindeverband mit der Rechtsform einer Communauté de communes im Département Loiret in der Region Centre-Val de Loire. Sie wurde am 24. Dezember 1996 gegründet und umfasst aktuell 20 Gemeinden. Der Verwaltungssitz befindet sich im Ort Fay-aux-Loges.

## Historische Entwicklung
Mit Wirkung vom 1. Januar 2017 wurde der Verband um die ehemaligen Gemeinden der aufgelösten Communauté de communes Val Sol erweitert. Abweichend davon trat die Gemeinde Vannes-sur-Cosson der Communauté de communes du Val de Sully bei.

## Mitgliedsgemeinden
| Gemeinde                         | Einwohner 1. Januar 2022 | Fläche km² | Dichte Einw./km² | Code INSEE | Postleitzahl |
| -------------------------------- | ------------------------ | ---------- | ---------------- | ---------- | ------------ |
| Bouzy-la-Forêt                   | 1.231                    | 37,47      | 33               | 45049      | 45460        |
| Châteauneuf-sur-Loire            | 8.470                    | 40,01      | 212              | 45082      | 45110        |
| Combreux                         | 270                      | 12,67      | 21               | 45101      | 45530        |
| Darvoy                           | 1.905                    | 8,58       | 222              | 45123      | 45150        |
| Donnery                          | 2.833                    | 21,77      | 130              | 45126      | 45450        |
| Fay-aux-Loges                    | 3.846                    | 26,48      | 145              | 45142      | 45450        |
| Férolles                         | 1.134                    | 17,05      | 67               | 45144      | 45150        |
| Ingrannes                        | 543                      | 38,98      | 14               | 45168      | 45450        |
| Jargeau                          | 4.636                    | 14,66      | 316              | 45173      | 45150        |
| Ouvrouer-les-Champs              | 539                      | 10,54      | 51               | 45241      | 45150        |
| Saint-Denis-de-l’Hôtel           | 3.057                    | 25,45      | 120              | 45273      | 45550        |
| Saint-Martin-d’Abbat             | 1.825                    | 38,97      | 47               | 45290      | 45110        |
| Sandillon                        | 4.209                    | 41,31      | 102              | 45300      | 45640        |
| Seichebrières                    | 220                      | 14,84      | 15               | 45305      | 45530        |
| Sigloy                           | 660                      | 9,46       | 70               | 45311      | 45110        |
| Sully-la-Chapelle                | 453                      | 26,17      | 17               | 45314      | 45450        |
| Sury-aux-Bois                    | 775                      | 38,00      | 20               | 45316      | 45530        |
| Tigy                             | 2.463                    | 47,29      | 52               | 45324      | 45510        |
| Vienne-en-Val                    | 1.965                    | 35,94      | 55               | 45335      | 45510        |
| Vitry-aux-Loges                  | 2.212                    | 44,06      | 50               | 45346      | 45530        |
| Communauté de communes des Loges | 43.246                   | 549,70     | 79               | –          | –            |